# Polygala erlangeri
Polygala erlangeri är en jungfrulinsväxtart som beskrevs av Gürke. Polygala erlangeri ingår i släktet jungfrulinssläktet, och familjen jungfrulinsväxter. Inga underarter finns listade i Catalogue of Life.